# Hariot-Gletscher
Der Hariot-Gletscher ist ein Gletscher an der Fallières-Küste des Grahamlands auf der Antarktischen Halbinsel. Er fließt in nordwestlicher Richtung entlang der Südflanke des Morgan Upland, bevor er in westlicher Richtung zum mittleren Abschnitt der Fallières-Küste abbiegt. In diesem südöstlichen Abschnitt der Marguerite Bay zwischen Kap Berteaux und Mount Edgell an der Antarktischen Halbinsel bildete der Hariot- zusammen mit zwei anderen Gletschern bis in die 1990er Jahre das mittlerweile aufgelöste Wordie-Schelfeis.
Eine grobe Kartierung erfolgte durch die British Graham Land Expedition (1936–1937) unter der Leitung des australischen Polarforschers John Rymill. Der obere Gletscherabschnitt wurde 1947 bei der US-amerikanischen Ronne Antarctic Research Expedition (1947–1948) aus der Luft fotografiert. Der Falkland Islands Dependencies Survey nahm im Dezember 1958 Vermessungen vor Ort vor. Das UK Antarctic Place-Names Committee benannte den Gletscher 1962 nach dem englischen Mathematiker Thomas Hariot (1560–1621), der unter der Patronage von Walter Raleigh neue Methoden der Navigation entwickelte.